# Dawid Majer
Dawid Majer (ur. 1981) – polski poeta.

## Życiorys
Absolwent filozofii na Uniwersytecie Gdańskim. Publikował w Portrecie, Toposie, Wyspie, Kresach, Tyglu Kultury, Tygodniku Powszechnym, Odrze, Blizie. Laureat I nagrody VI Ogólnopolskiego Konkursu Literackiego „Złoty Środek Poezji” 2010 na najlepszy poetycki debiut książkowy roku 2009 za tom Księga grawitacji. Za ten sam tom był nominowany do Wrocławskiej Nagrody Poetyckiej Silesius 2010 w kategorii debiut roku.

## Poezja
- Księga grawitacji (Mamiko, Nowa Ruda 2009)
- Popielniczka (magazyn Bliza, 2010) - audiobook